# Bram Van Driessche
Bram Van Driessche (16 april 1985) is een Belgisch voetbalscheidsrechter. Van Driessche is actief als scheidsrechter sinds 2001. Hij debuteerde in de Jupiler Pro League tijdens het seizoen 2015/2016.

## Loopbaan
Vanaf juli 2017 kreeg Van Driessche een semiprofessioneel contract bij de KBVB en vanaf januari 2019 leidt hij internationale wedstrijden. Het uitvoerend comité van de Belgische Voetbalbond bevestigde zijn aanstelling op de FIFA-lijst voor 2019.Op 25 april 2021 leidde Bram Van Driessche de Belgische bekerfinale tussen Standard Luik en KRC Genk.

## Internationale wedstrijden
| Datum            | Plaats               | Wedstrijd                                  | Uitslag | Competitie                           | toeschouwers | Kreeg geel | Kreeg voor de tweede keer geel en dus rood | Weggestuurd |
| ---------------- | -------------------- | ------------------------------------------ | ------- | ------------------------------------ | ------------ | ---------- | ------------------------------------------ | ----------- |
| 14 december 2013 | Helmond, Nederland   | Helmond Sport – Achilles '29               | 3 – 3   | Jupiler League                       | 1.924        | 3          | 0                                          | 0           |
| 14 maart 2014    | Oss, Nederland       | FC Oss – FC Emmen                          | 8 – 0   | Jupiler League                       | 1.129        | 2          | 0                                          | 0           |
| 1 december 2014  | Groesbeek, Nederland | Achilles '29 – FC Volendam                 | 2 – 4   | Jupiler League                       | 1.200        | 2          | 1                                          | 0           |
| 26 maart 2019    | Stara Pazova, Servië | Slowakije U17 – Servië U17                 | 1 – 3   | U17 EK-kwalificatie                  | 300          | 6          | 0                                          | 0           |
| 1 april 2019     | Belgrado, Servië     | Frankrijk U17 – Slowakije U17              | 3 – 0   | U17 EK-kwalificatie                  | ?            | 6          | 1                                          | 0           |
| 11 juli 2019     | Vilnius, Litouwen    | FK Riteriai – KÍ Klaksvík                  | 1 – 1   | Europa League kwalificatie, 1e ronde | 1.480        | 2          | 0                                          | 0           |
| 2 oktober 2019   | Boedapest, Hongarije | MTK Boedapest U19– HSK Zrinjski Mostar U19 | 1 – 1   | UEFA Youth League, 1e ronde          | 1.000        | 4          | 0                                          | 0           |
| 19 november 2019 | Gibraltar, Gibraltar | Gibraltar U21– Wit-Rusland U21             | 0 – 2   | U21 EK-kwalificatie                  | 720          | 2          | 0                                          | 0           |
| 26 november 2019 | Manchester, Engeland | Manchester City U19 – Shakhtar Donetsk U19 | 5 – 0   | UEFA Youth League, groepsfase        | 535          | 0          | 0                                          | 0           |

Laatste aanpassing op 25 februari 2020

## Statistieken
| evenement                             | wed |     |    |   | STRA |
| ------------------------------------- | --- | --- | -- | - | ---- |
| Jupiler Pro League                    | 82  | 340 | 11 | 8 | 29   |
| Proximus League                       | 23  | 81  | 3  | 1 | 1    |
| Jupiler Pro League PlayOff II         | 13  | 43  | 0  | 1 | 6    |
| Jupiler Pro League PlayOff I          | 11  | 55  | 0  | 2 | 2    |
| Beker van België                      | 10  | 31  | 1  | 1 | 2    |
| Keuken Kampioen Divisie               | 3   | 7   | 1  | 0 | 0    |
| UEFA Youth League                     | 2   | 4   | 0  | 0 | 0    |
| U17 EK-kwalificatie                   | 2   | 12  | 1  | 0 | 1    |
| Europa League kwalificatie            | 1   | 2   | 0  | 0 | 0    |
| Proximus League Degradatie-Playoffs   | 1   | 11  | 1  | 0 | 1    |
| Promotie Play-offs Jupiler Pro League | 1   | 2   | 0  | 0 | 1    |
| EK-kwalificatie Onder 21              | 1   | 2   | 0  | 0 | 1    |

Bijgewerkt op 25 februari 2020.